# Grün (Familienname)
Grün bzw. Gruen (Bedeutung: Grün, Grüne, md. Grun, Gruhn, ndd. Grön(e): oft nach der Wohnstätte im Grün, z. T. auch ON. wie Gruna, Grunau (Schlesien)) ist ein deutscher Familienname.

## Namensträger
- Aaron Gruen (* 1999), österreichisch-US-amerikanischer Langstreckenläufer
- Achim Grün (* 1967), deutscher Fußballspieler
- Adolf Grün (1877–1947), österreichischer Chemiker
- Albert Grün (1822–1904), deutscher Revolutionär
- Albertine von Grün (1749–1792), deutsche Dichterin
- Alexander Grün (* 2000), deutscher Organist und Kirchenmusiker
- Anastasius Grün (1806–1876), österreichischer Dichter
- Andreas Grün (* 1960), deutscher Gitarrist, Komponist und Musikwissenschaftler
- Angelina Grün (* 1979), deutsche Volleyballspielerin
- Anselm Grün (* 1945), deutscher Ordensgeistlicher und Autor
- Armin Grün (* 1944), deutscher Photogrammeter und Hochschullehrer
- Arno Gruen (1923–2015), deutsch-schweizerischer Schriftsteller, Psychologe und Psychoanalytiker
- August Grün (1847–1915), deutscher Brückenbau-Ingenieur
- Bernard Grün (1901–1972), österreichisch-britischer Komponist, Dirigent und Publizist
- Bob Gruen (* 1945), US-amerikanischer Fotograf
- Carl Grün (1851–1916), deutscher Hüttenbesitzer und Abgeordneter des Provinziallandtages Hessen-Nassau
- Daniel Gruen (* 1986), deutscher Physiker, Kosmologe und Hochschullehrer
- Detmar Heinrich von Grün (auch Detmold Heinrich Grün; 1714–1791), deutscher Hofbeamter und Gesandter
- Dieter Martin Gruen (* 1922), US-amerikanischer Chemiker
- Dietrich Gruen (1847–1911), deutschamerikanischer Uhrmacher
- Dionys von Grün (1819–1896), österreichischer Geograph
- Dominic Grün (* 1977), deutscher theoretischer Physiker, Biologe und Hochschullehrer
- Eberhard Grün (Tiermediziner) (1937–2011), deutscher Tiermediziner und Hochschullehrer
- Eberhard Grün (Astrophysiker) (* 1942), deutscher Astrophysiker und Planetologe
- Erich Grün (1915–2009), deutscher Maler und Grafiker
- Erich S. Gruen (* 1935), US-amerikanisch-österreichischer Althistoriker
- Fancia Grün (1904–1945), Widerstandskämpferin
- Ferdinand Grün (1886–1968), deutscher Gewerkschafter und Politiker (Zentrum, CDU)
- Franz Christian Ferdinand von Grün (1758–1841), deutscher Hofbeamter und Regierungspräsident
- Fred Gruen (1921–1997), australischer Wirtschaftswissenschaftler
- Friederike Grün (1836–1923), deutsche Opernsängerin (Sopran)
- Friedrich Grün (1866–1939), deutscher Architekt
- Georg Grün, deutscher Chorleiter und Musikpädagoge
- Georges Grün (* 1962), belgischer Fußballspieler
- Günther Grün (* 1965), deutscher Mathematiker und Hochschullehrer
- Heinrich Grün (1883–1947), österreichischer Kaufmann und Entomologe
- Jakob Grün (1837–1916), österreichischer Violinist
- Johann Carl Grün (1819–1889), deutscher Unternehmer und Abgeordneter des Provinziallandtages Hessen-Nassau
- Johann Christoph von der Grün (1555–1622), deutscher Kanzler
- Johann Georg von der Grün († 1648), deutscher Jurist und Amtmann
- Johann Nepomuk Grün (1751–1816), böhmischer Geistlicher, Pädagoge, Theologe und Hochschullehrer
- John Grün (1868–1912), luxemburgischer Kraftsportler
- Jules-Alexandre Grün (1868–1938), französischer Maler
- Julius Grün (1823–1896), deutscher Maler
- Karl Grün (Journalist) (1817–1887), deutscher Journalist und Schriftsteller
- Karl Grün (Apotheker) (1843–1896), Belgischer Apotheker, Botaniker, Dichter, Förderer der Société royale de botanique de Belgique
- Karl Grün (Unternehmer), deutscher Unternehmer, Mitbegründer von Frucade
- Klaus-Jürgen Grün (* 1957), deutscher Philosoph
- Leopold Grün (* 1968), deutscher Dokumentarfilmer
- Lili Grün (1904–1942), österreichische Schriftstellerin und Schauspielerin
- Maria Grün (Künstlerin) (* 1977), österreichische bildende Künstlerin
- Max von der Grün (1926–2005), deutscher Schriftsteller
- Max Grün (* 1987), deutscher Fußballspieler
- Otto Grün (General) (1882–1948), deutscher General der Artillerie
- Otto Grün (Mathematiker) (1888–1974), deutscher Mathematiker
- Patrick Grün (* 1968), deutscher Fußballspieler
- Peter von der Grün (* 1972), deutscher Politiker (Freie Wähler)
- Rainer Grün (1950–2010), deutscher Politiker (CDU) und Staatssekretär
- Richard Grün (1883–1947), deutscher Baustoffchemiker und Hochschullehrer
- Robert Grün (1909–1975), österreichischer Schriftsteller
- Thomas Grün (* 1995), luxemburgischer Basketballspieler
- Victor Gruen (1903–1980), österreichischer Architekt und Städteplaner
- Walter Grün (* 1940), österreichischer Geologe
- Wilhelm Grün (* 1959), deutscher Offizier, Generalmajor
- Wilhelm Heinrich Grün (1680–1731), deutscher Hofbeamter
- Willi Grün (Theologe) (1910–2005), deutscher Theologe und Geistlicher
- Willi Grün, bürgerlicher Name von Anselm Grün (* 1945), deutscher Mönch und Theologe
- Willi H. Grün (1932–2016), deutscher Finanzwirt und Journalist